# José Mel Pérez
José "Pepe" Mel Pérez (Madrid, 28 de febrer de 1963) és un exfutbolista i entrenador madrileny. Com a futbolista ocupava la posició de davanter.

## Trajectòria

### Com a jugador
Va començar a jugar a futbol amb el filial del Reial Madrid Club de Futbol on va entrar amb només 11 anys, va jugar cedit una temporada a la Reial Societat Esportiva Alcalá (Alcalá d'Henares) on ostenta un rècord de 34 gols amb el conjunt vermell. L'estiu de 1987 fitxà pel CE Castelló, club amb el qual realitzà una bona campanya 88/89, en la qual anotà 21 gols i aconseguí l'ascens dels valencians a primera divisió.
Professionalment va debutar a primera divisió amb el CA Osasuna, després va passar al CE Castelló, on va jugar dos anys a segona divisió, aconseguint ser màxim golejador de l'equip, en la temporada 1988/89 en la qual el club va assolir l'ascens a primera divisió, en la temporada següent va passar el Reial Betis, on va romandre quatre anys (1989/90-1992/93), va jugar 112 partits de lliga i va marcar cinquanta gols, aconseguint ser el màxim golejador de la segona divisió amb el conjunt bètic, en la temporada 1989/90. Posteriorment va passar pel Granada CF, Getafe CF, Écija Balompié i va penjar les botes a l'Angers SCO francès el 1998.
També militaria al Granada CF i al Getafe CF. En conjunt, entre Primera i Segona Divisió, Mel va marcar 78 gols en un total de 194 partits.

## Com a entrenador
Inicia la seua carrera com a tècnic dirigint al modest CD Coslada, la temporada 99/00. L'any següent accedeix a la banqueta del Reial Múrcia, de Segona Divisió, i a la temporada 2001/02 passà a la màxima categoria per fer-se càrrec del CD Tenerife, per substituir com a entrenador Rafa Benítez i va debutar a Primera Divisió el 26 d'agost de 2001, a l'estadi Heliodoro Rodríguez, contra el CD Alabès. No va tenir èxit en la seva trajectòria i va ser destituït el febrer de 2002 després de perdre contra el Rayo Vallecano, després d'haver dirigit 26 partits a l'equip tinerfeny, que en aquest moment es trobava com a últim classificat. Va ser substituït per Javier Clemente, que no va poder evitar el descens a segona divisió de l'equip aquella temporada.
A mitjan temporada 2002-03, Mel va ser contractat pel Getafe CF, que militava aquesta temporada a Segona divisió; que en aquell moment ocupava llocs de descens, però que sota la seva direcció no va passar dificultats per salvar la categoria.
Durant la següent temporada (temporada 2003-04), el tècnic madrileny va entrenar el Deportivo Alavés, que va romandre a poc d'ascendir de categoria, aconseguint arribar fins a les semifinals de la Copa del Rei, on va caure davant el Saragossa. Amb l'arribada de Dmitry Piterman, Mel no renovà i marxà al Polideportivo Ejido. L'equip celeste va aconseguir la permanència a la temporada 2004-05, però tot just iniciada la següent campanya, Mel va acabar sent destituït.
El 2006 fitxà pel Rayo Vallecano, llavors a la segona divisió B, amb qui pujà a Segona Divisió el 2008. i completà una gran temporada 2008-09, sent 5è classificat en la categoria de plata. Al febrer del 2010 fou destituït de l'equip vallecà, després d'una ratxa de mals resultats.
Real Betis Balompié
L'estiu de 2010 fitxà pel Betis. El 2013 renovà el seu contracte amb el Reial Betis per quatre temporades més. Va ser destituït el 2 de desembre de 2013, amb el Betis com a cuer amb 10 punts després de 15 jornades de Lliga.
West Bromwich Albion
El 9 de gener de 2014, el West Bromwich Albion anuncia la seva contractació com a nou entrenador del primer equip.